# Asuna (postać fikcyjna)
Asuna (jap. アスナ Asuna), właśc. Asuna Yūki (jap. 結城明日奈 Yūki Asuna) – postać fikcyjna, protagonistka serii light novel, mang oraz anime Sword Art Online. Głosu w anime użycza jej Haruka Tomatsu. Koncepcja postaci została stworzona przez Rekiego Kawaharę.

## Opis postaci
Rodzicami Asuny są Kyōko i Shōzō Yūki. Jej ojciec Shōzō jest jednym z dyrektorów firmy RECT Progress, która wspierała serwery, na których opierała się gra Sword Art Online. Asuna jest piętnastoletnią dziewczyną, która mieszka głównie ze swoją matką. Akcja serii rozpoczyna się w 2022 roku i opiera się na rzeczywistości rozszerzonej, kiedy to granie w gry MMORPG, polega na założeniu hełmu „NerveGear”, który przenosi świadomość gracza bezpośrednio do wirtualnego świata. Wchodząc do nowo zakupionej gry Sword Art Online, z menu kontekstowego Asuny zniknął klawisz „wyloguj”, przez co, podobnie jak wszyscy inni gracze została uwięziona. Początkowo gra jako samotny gracz, jednak po około miesiącu gry dołącza do grupy mającej uderzyć na bossa. Poznaje tam Kirita, z którym tworzy krótkotrwałą, dwuosobową drużynę. W krótkim czasie Asuna dołącza do gildii „Ketsumei Kishidan” (Rycerzy Krwi), której zostaje wicedowódczynią. Od tego momentu zaczyna także więcej przebywać z Kiritem, podróżując z nim, wbrew woli jej towarzyszy. Gdy Kirito zostaje wcielony do tej samej gildii, a jeden z jej członków zostaje przyłapany na zdradzie, Asuna orientuje się, że kocha Kirita i zawiera z nim internetowe małżeństwo. Wkrótce potem, oboje udają się do ustronnego domku na miesiąc miodowy, a przebywając tam, podczas spaceru w lesie odnajdują małą dziewczynkę, imieniem Yui, która okazuje się być sztuczną inteligencją. Niebawem, podczas ataku na kolejnego bossa, Kirito wyjawia innym członkom gildii, że Heithcliff to w rzeczywistości Akihiko Kayaba. Po kolejnym pojedynku, tym razem zwycięskim dla Kirito, gra zostaje ukończona, a gracze wylogowani.
Po powrocie do świata rzeczywistego, okazuje się, że około 300 graczy nadal nie obudziło się ze śpiączki, a wśród nich jest Asuna. Jakiś czas później, Kirito dostaje wiadomość od Agila, że awatar Asuny był widoczny w wirtualnym świecie innej gry MMORPG – Alfheim Online. Okazuje się, że dziewczyna jest więziona na szczycie Drzewa Życia, ą dotarcie tam, jest głównym celem gry. Jej ciemiężycielem jest władca świata Alfheim Online – Oberon, który w rzeczywistym świecie nazywa się Sugō Nobuyuki. Dzięki podstępowi, dziewczyna zdobywa kartę dostępu do kontroli administratorskiej i zakrada się do tajnego pomieszczenia. Tam znajduje informacje o tym, że Oberon wykorzystał 300 graczy, którzy nie obudzili się z gry Sword Art Online, do przeprowadzania nielegalnych eksperymentów. Pomimo schwytania udaje się jej wyrzucić kartę z Drzewa Życia, którą odbiera Kirito i dzięki temu jest w stanie dostać się na szczyt. Po zwycięskiej walce z Oberonem, Asuna i Kirito powracają do prawdziwego świata.
Po ponad roku od wydarzeń z Alfheim Online, Asuna popada w konflikty ze swoją matką, która uważa, że dziewczyna za mało przykłada się do nauki, a za dużo czasu spędza w świecie wirtualnym. Przy kolejnej wizycie w odnowionym świecie ALO, Asuna decyduje się zmierzyć z liderką małej gildii „Sleeping Knights” (Śpiący Rycerze) – Yūki Konno. Po pojedynku, Konno proponuje Asunie tymczasowe dołączenie do gildii, gdyż chcą aby ich siedmioosobowa drużyna sama pokonała jednego z bossów. Dziewczyna zgadza się i dołącza do gildii, która w krótkim czasie osiąga swój cel. Wkrótce potem okazuje się, że Sleeping Knights składa się z niemal samych nieuleczalnie chorób osób, a Yūki Konno jest umierającą na AIDS dziewczynką. Dowiadując się o tym, Asuna postanawia spełnić jedno marzenie Yūki – pójść jeszcze raz do szkoły i dokonuje tego dzięki specjalnemu komunikatorowi z wirtualnym światem, umieszczonemu na barku. Wkrótce po realizacji tego pragnienia, Yūki umiera.

## Odbiór
W 2013 roku postać Asuny została zaklasyfikowana jako siódma najlepsza żeńska postać w Newtype Anime Awards, przyznawaną przez miesięcznik Newtype. Także miesięcznik Animage przyznał Asunie miejsce w czołowej dziesiątce (ósme) najlepszych żeńskich postaci w Anime Grand Prix. Rok później Asuna uplasowała się na ósmym miejscu w zestawieniu miesięcznika Newtype i siódmym miejscu w zestawieniu miesięcznika Animage. 
W 2017 roku jej postać zwyciężyła w klasyfikacji miesięcznika Newtype, za animację w filmie pełnometrażowym Sword Art Online: Ordinal Scale.